# Паганур
 Паганур  — деревня в Медведевском районе Республики Марий Эл. Входит в состав Знаменского сельского поселения.

## География
Находится на расстоянии приблизительно 8 км по прямой на восток от города Йошкар-Ола.

## История
Была основана в 1863 году переселенцами из деревни Шоя-Кузнецово Вараксинской волости. Упоминается впервые в 1877 года как выселок Дальне-Кузнецовского общества с 23 дворами и 593 жителями. В 1886 г. в выселке значилось 26 дворов и 135 жителей, все русские. В 1921 году (уже деревня Паганур) здесь был 21 двор, 189 жителей, в 1959 проживали 67 человек (русские в большинстве). В советское время работал колхоз им. Ворошилова, совхоз «Большевик», позднее кооператив «Нива». В состав деревни включена ныне территория бывшей деревни Рим, которая была известна с 1920-х годов. В ней работал колхоз «Светлый путь». В 1943 году в этой деревне проживали 57 человек, в 1973 году было 12 хозяйств, в которых проживали 43 человека, в основном русские. С 1983 года считалась упраздненной, территория занята дачными домами (24 в 2002 году). Ныне является частью деревни Паганур (улица Рим).

## Население
Население составляло 128 человек (мари 71 %) в 2002 году, 106 в 2010.